# Ceresium andamanicum
Ceresium andamanicum là một loài bọ cánh cứng trong họ Cerambycidae.